# 조선민족전위동맹
조선민족전위동맹(朝鮮民族前衛同盟) 또는 조선청년민족전위동맹(朝鮮靑年民族前衛同盟), 민족전선연맹(民族戰線聯盟)은 한국의 사회주의계열 독립운동단체로 1936년 여름 강한 진보적 경향의 청년들이 결성하여 민족혁명당 내의 청년들을 묶어내기 위해 활동했다.

## 결성
1932년 북경의 조선인들은 마르크스주의를 지도이념으로하는 '10월회'를 조직하였다. 이들은 경전노작을 학습하고 조선인 청년들을 단결시켜 반일투쟁을 하는데 주력하였다. 이들의 숫자가 많아지자 1936년 그 이름을 조선청년전위동맹으로 고치고 활동하였는데 여전히 비밀조직이었다.

## 활동과 연대
최창익(崔昌益) 등 사회주의자들이 깊이 관여하였다.
같은해 10월 조선민족혁명당·조선민족해방동맹·조선혁명자연맹 3개 단체가 조선민족전선연맹을 결성하자 조선민족전위동맹도 이에 합류하였다.
조선민족전선연맹 산하에 조선의용대를 설립하여 항일 운동을 전개하였다.
이들은 1938년 김원봉의 노선에 반발하여 민족혁명당을 탈당했다.